# Auburn, England
Auburn var en civil parish från 1866 till 1896 då den blev en del av Fraisthorpe with Auburn and Wilsthorpe, i grevskapet East Riding of Yorkshire, i England. Civil parish var belägen 4 km från Bridlington och hade 13 invånare år 1891. Byar nämndes i Domedagsboken (Domesday Book) år 1086, och kallades då Eleburne.